# E5 (Ecuador)
Die E5 oder Troncal Insular ist eine Nationalstraße in Ecuador, die sich auf den Galapagosinseln Baltra und Santa Cruz befindet. Die Straße bildet eine Verbindung von Baltra nach Puerto Aroya und ist 38 Kilometer lang.

## Straßenbeschreibung
Die E5 beginnt auf der Insel Baltra beim dortigen Flughafen. Der E5 führt dann nach Süden und wird durch eine schmale Meerenge, die etwa einen halben Kilometer breit ist, unterbrochen. Hier befindet sich eine Personenfähre. Der Weg führt zunächst nach Süd-Westen und dann nach Süd-Ost bis nach Puerto Ayora. Die Straße ist asphaltiert und es gibt zwei Fahrspuren. Die Straße endet dann in Puerto Ayora, einem kleinen Dorf, aber es ist die größte Ortschaft auf der Strecke.

## Geschichte
Baltra war während des Zweiten Weltkriegs von strategischer Bedeutung und es gibt einen Flughafen aus den frühen 1940er Jahren, der in den Jahren 2007–2008 modernisiert wurde. Zwischen den Inseln Baltra und Santa Cruz existiert keine Verbindung über eine Brücke, sondern nur ein Wasser-Taxi. Kraftfahrzeuge können das Wasser-Taxi nicht benutzen. Die E5 ist die westlichste Straße vom südamerikanischen Kontinent.